# Padibastet
Sehetepibenra Padibastet, a volte riportato come Petubastis II (... – 665 a.C.?), è stato un governatore di Tanis, nel Basso Egitto durante la XXV dinastia.
Successore di Gemnefkhonsubak, la sua esistenza è confermata da una statua proveniente da Menfi e da un blocco inscritto proveniente da un tempio di Tanis o di Eliopoli. Si ritiene che non abbia preso parte al complotto organizzato da Taharqa, sovrano della XXV dinastia, contro il re assiro Ashshurbanipal (che in quel momento occupava il Basso ed il Medio Egitto) e che, approfittando della successiva fuga di Taharqa in Nubia e della prigionia di Necho I in Assiria, abbia per breve tempo occupato la città di Menfi.
Al nome di Padibastet è legato un ciclo di racconti, scritti in alfabeto demotico, denominato Ciclo di Petubastis che stilisticamente sembra richiamarsi all'Iliade omerica.
Il successore di Padibastet al governo di Tanis fu Neferkara.

## Titolatura
| G5 |

| G5 |

|       |
| \| \| |
|       |
|       |

|  |

|       |
| \| \| |
|       |
|       |

|  |

| G16 |

| G16 |

|  |

| G8 |

| G8 |

|  |

| M23 · X1 | L2 · X1 |

| M23 · X1 | L2 · X1 |

| N5 | S29 | R4 · X1 · Q3 | F34 · N35 |

| N5 | S29 | R4 · X1 · Q3 | F34 · N35 |

| N5 | S29 | R4 · X1 · Q3 | F34 · N35 |

| N5 | S29 | R4 · X1 · Q3 | F34 · N35 |

| N5 | S29 | R4 · X1 · Q3 | F34 · N35 |

| N5 | S29 | R4 · X1 · Q3 | F34 · N35 |

| N5 | S29 | R4 · X1 · Q3 | F34 · N35 |

| N5 | S29 | R4 · X1 · Q3 | F34 · N35 |

| G39 | N5 |

| G39 | N5 |

| G40 | X8 | W1 | t · t |

| G40 | X8 | W1 | t · t |

| G40 | X8 | W1 | t · t |

| G40 | X8 | W1 | t · t |

| G40 | X8 | W1 | t · t |

| G40 | X8 | W1 | t · t |

| G40 | X8 | W1 | t · t |

| G40 | X8 | W1 | t · t |